# ラヴズ・オン・エヴリ・コーナー
「ラヴズ・オン・エヴリ・コーナー」(Love's on Every Corner)は、ダニー・ミノーグの楽曲。2枚目のスタジオ・アルバム『ゲット・イントゥ・ユー』から2枚目の先行シングルとしてリリースされた。
キャシー・デニスがソングライターとして参加しており、バックコーラスも担当している。

## トラックリスト
マキシ・シングル
1. Love's On Every Corner (7" Mix) - 3:42
2. Love's On Every Corner (12" Mix) - 8:24
3. Love's On Every Corner (12" Bass in Your Face Dub) - 6:11